# Michał Gnatowski
Michał Gnatowski (ur. 10 marca 1934 w miejscowości Granne, zm. 19 stycznia 2020) – polski historyk, profesor nauk humanistycznych.

## Życiorys
Ukończył liceum ogólnokształcące w Drohiczynie, studiował w latach 1954–1959 na moskiewskim Uniwersytecie im. Łomonosowa. Rozprawę doktorską, poświęconą dziejom partyzantki sowieckiej na Białostocczyźnie, obronił w 1972 r. Stopień doktora habilitowanego Michał Gnatowski uzyskał w 1980 roku. Specjalizował się w historii najnowszej. Był rektorem Wyższej Szkoły Współpracy Międzynarodowej i Regionalnej im. Zygmunta Glogera w Wołominie, nauczycielem akademickim na Uniwersytecie w Białymstoku. Od 1988 pełnił funkcję prezesa zarządu Łomżyńskiego Towarzystwa Naukowego im. Wagów. Był członkiem Komitetu Redakcyjnego kwartalnika KC PZPR Z Pola Walki, w którym publikowano artykuły na temat historii polskiego i międzynarodowego ruchu robotniczego i komunistycznego.
Odznaczony Złotym Krzyżem Zasługi oraz Krzyżem Kawalerskim i Oficerskim Orderu Odrodzenia Polski (1969, 1975, 1988).
Pochowany na Cmentarzu Farnym w Białymstoku.

## Publikacje
- Kształtowanie się władzy ludowej na Białostocczyźnie w latach 1944–1947, 1965
- Za wspólną sprawę: z dziejów partyzantki radzieckiej w okręgu białostockim, 1970
- W białostockich lasach: wspomnienia uczestników polskiego i radzieckiego ruchu oporu w okręgu białostockim 1941–1944, Wydawnictwo Lubelskie, Lublin 1975
- Białostocczyzna w latach wojny i okupacji hitlerowskiej: zarys dziejów politycznych regionu, 1979
- Puszcza Białowieska była ich domem: zarys dziejów partyzanckiej Brygady „W imię Ojczyzny”, 1979
- Wieś białostocka oskarża: ze studiów nad pacyfikacją wsi na białostocczyźnie w latach wojny i okupacji hitlerowskiej (wraz z Józefem Kowalczykiem i Waldemarem Monkiewiczem), 1981
- Białostockie Zgrupowanie Partyzanckie, 1994
- W radzieckich okowach: studium o agresji 17 września 1939 r. i radzieckiej polityce w regionie łomżyńskim w latach 1939–1941, 1997
- Zgromadzenie Ludowe Zachodniej Białorusi: fakty, oceny, dokumenty, 2001
- „Sąsiedzi” w sowieckim raju: rejon jedwabieński pod radziecką władzą 1939–1941, 2002
- Polacy, Sowieci, Żydzi w regionie łomżyńskim w latach 1939–1941. T. 1, Studia, 2005
- Mity, fikcje i przemilczenia „Białostockiej Prawdy”: zarys monograficzny konspiracyjnego pisma radzieckiego podziemia obwodu białostockiego (1943–1944), 2006